# Atalanta (ópera)
Atalanta (HWV 35) es una ópera en tres actos de Georg Friedrich Händel compuesta en 1736. Está basada en la atleta mitológica Atalanta. El libreto en italiano está basado en el libro La Caccia in Etolia, de Belisario Valeriani. La identidad del libretista no es conocida.
Handel compuso la ópera para las celebraciones que tenían lugar en Londres en 1736 debidas a la boda de Federico Luis de Hannover, hijo mayor del rey George II. El estreno tuvo lugar el 12 de mayo de 1736 en el Covent Garden Theatre. El estreno acabó con una espectacular representación de fuegos artificiales, que fue muy popular en el momento, y la ópera con los fuegos artificiales se repitió varias veces en el año de su estreno.
Esta ópera se ha representado o grabado en muy contadas ocasiones (antes de una producción de 1970, el crítico Winton Dean dijo que no había sido representada desde 1736). Sin embargo, un arioso de la ópera, Care Selve, Ombre Beate, ha adquirido cierta popularidad como pieza para recital. En la partitura original era cantado por Meleagro, personaje masculino interpretado en los tiempos de Handel por el castrato Gioacchino Conti, por lo que hoy por hoy es recitado por una voz de soprano.
Esta ópera rara vez se representa. En las estadísticas de Operabase Archivado el 14 de mayo de 2017 en Wayback Machine. aparece con sólo una representación en el período 2005-2010.

## Argumento
El argumento se describe generalmente como "escaso", aunque algunos críticos llegan a describirlo como "extremadamente escaso". La acción se desarrolla en Grecia, en tiempos legendarios en torno al siglo XIII a. C. El héroe es Meleagro, el joven rey de Etolia. Está cortejando a Atalanta, quien huye a los bosques de Etolia donde vive bajo el nombre de Amaryllis entre ninfas y pastores. Meleagro la sigue hasta allí donde se disfraza de pastor y adopta el nombre de Thyrsis. En los bosques, mientras Meleagro trata de enamorar a Atalanta, conocen a una joven pareja de pastores con algunos problemas sentimentales, Irene y Aminta. El padre de Irene, Nicandro, es la única persona que sabe la verdadera identidad de Meleagro. Al final, Atalanta se enamora del Meleagro disfrazado de pastor, y Nicandro le revela su verdadera identidad. Irene y Aminta se reconcilian y todo termina feliz.